# Loliolum
Loliolum Krecz.& Bobrov é um género botânico pertencente à família Poaceae.